# 認識番号
認識番号（にんしきばんごう、military service numbers）とは、軍隊において個人を識別するための番号であり、ジュネーヴ諸条約の条文に於いて「個人番号又は登録番号（personal or serial number）」と表記されているものに相当する。
「戦地にある軍隊の傷者及び病者の状態の改善に関する千九百四十九年八月十二日のジュネーヴ条約（第一条約）」第十六条の「その権力内に陥った敵国の傷者、病者及び死者」及び、「海上にある軍隊の傷者、病者及び難船者の状態の改善に関する千九百四十九年八月十二日のジュネーヴ条約（第二条約）」第十九条）の「その権力内に陥った敵国の傷者、病者、難船者及び死者」に関し、それらの者の識別のために紛争当事国が記録を義務づけられている事項の一つである（第一条約第十六条②（b）及び第二条約第十九条②（b））。また、「捕虜の待遇に関する千九百四十九年八月十二日のジュネーヴ条約（第三条約）」第十七条に於いて、捕虜が尋問の際答えなければならない（黙秘権を認めない）と規定されている事項の一つである。
日本軍においては兵籍番号と言った。

## 日本（自衛隊）

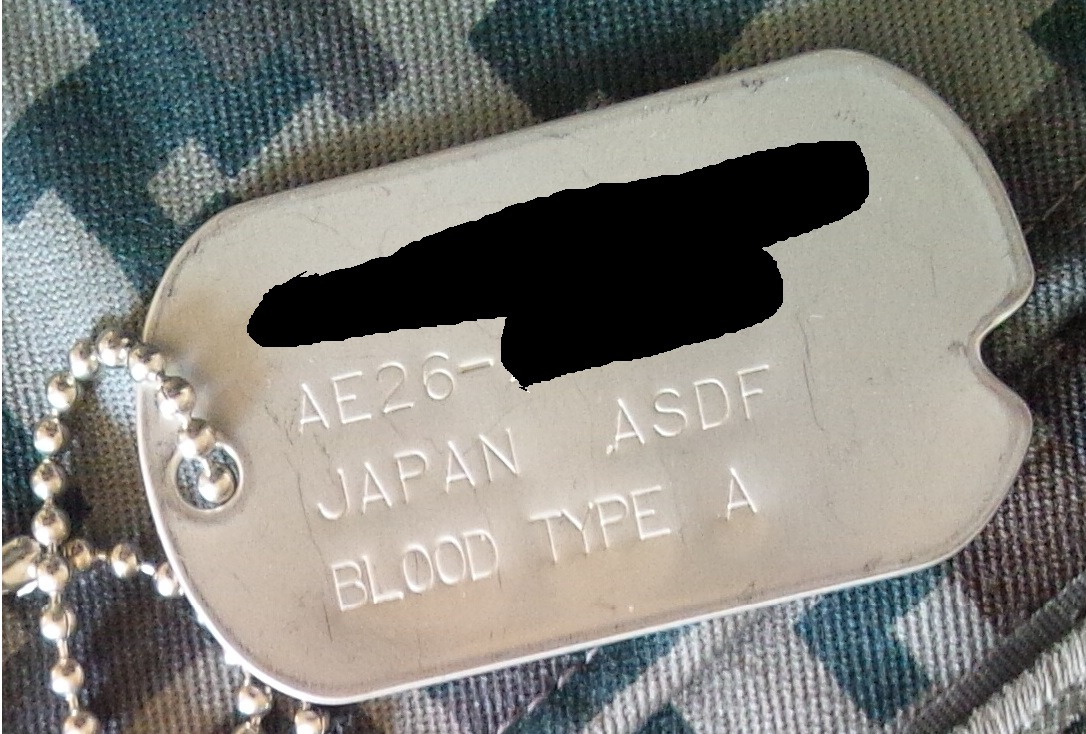
航空自衛隊の認識票

自衛隊でも認識番号が存在し、隊員の識別として使用され認識票に刻まれる他、主に身分証明書や人事記録等に用いられている。たとえ自衛官を退役したとしても、永久に人事記録に残る番号である。任期満了若しくは定年退官した後でも、予備自衛官等で任用された時は、在隊中に付与されていた認識番号が個人の付与番号として使用される（但し、士で退官し再入隊した場合はこの限りではない）。
陸海空の各自衛隊の認識番号は、他の自衛隊では使用できない。そのため、陸海空自衛隊相互で異動した場合で（例えば、海上自衛官として勤務した後、航空自衛官となる場合や、陸上自衛隊の予備自衛官補として採用された後、航空自衛隊の官職に任用された場合など。）新たに勤務する自衛隊で過去に認識番号を付与されたことがない場合は、新たに認識番号が与えられる。
なお、自衛隊生徒・学生も、認識番号に準じた学生番号を付与されているが、自衛官として任官する時に新たに認識番号が付与される。
認識番号は陸海空で下記のようなフォーマットになっている。
- G1234567:陸上自衛隊
- MO12-345678A:海上自衛隊（幹部自衛官）
- MW12-345678A:海上自衛隊（准海尉）
- ME12-345678A:海上自衛隊（曹士自衛官）
- MC12-345678A:海上自衛隊（事務官等）
- AO12-345678:航空自衛隊（幹部自衛官）
- AE12-345678:航空自衛隊（准曹士自衛官）
- AC12-345678:航空自衛隊（事務官等）

それぞれ一文字目のアルファベットは陸上自衛隊のGはGroundを、海上自衛隊のMはMaritimeを、航空自衛隊のAはAirを指す。海上自衛隊、航空自衛隊の二文字目のアルファベットは幹部自衛官のOはOfficersを、事務官等のCはcivilianを指し、海上自衛隊の准海尉のWはWarrant Officerを、曹士自衛官のEはEnlisted personnelを指し、航空自衛隊の准曹士自衛官のEは同じくEnlisted personnelを指す。航空自衛隊は海上自衛隊と異なり准空尉を曹士自衛官と同じEnlisted personnelに含めている理由として、航空自衛隊は准空尉を下士官（Enlisted personnel）の最高位として見なしているからである。またアメリカ空軍は1986年に准士官を廃止している。海上自衛隊のAの部分のアルファベットは管理用であり番号総計の末尾数字により自動的に決定される。

### 陸上自衛隊
陸上自衛隊の認識番号は、つぎのように構成される。
- （Gの記号）（1桁の頭号）（2桁の採用区分番号）（4桁の個人番号）

最初のアルファベットの文字は、1文字で構成され、Gは陸上自衛官、Hは自衛隊生徒を表す。次の1桁の頭号は、昭和58年4月1日以降付与したものについては、数字の「1」に固定されている。2桁の採用区分番号は、任用区分と任命権者によって異なる。例えば、最初に陸上自衛隊に採用されたときに一般幹部候補生（U・B）であった者については「02」が、自衛隊生徒から採用された者は「07」が割り当てられる。

## アメリカ軍
アメリカ軍では認識番号(service number)を1918年2月28日から導入した。その後1969年7月1日に陸軍と空軍が、1972年1月1日には海軍と海兵隊が、それぞれ、軍独自の認識番号の使用を取りやめ、現在は、社会保障番号(social security number)を認識番号として使用している。更に陸軍は2015年、社会保障番号までが他人のなりすましに使用されている現状に鑑み、独自の「国防総省認識番号」に切り替えた。
アメリカで最初に認識番号を交付された人物はアーサー・クリーン(w:en:Arthur Crean)であった(認識番号 R-1)。
認識番号は軍ごとに以下のようなフォーマットになっていた。
- 12-345-678: アメリカ陸軍とアメリカ空軍
- 123-45-67: アメリカ海軍
- 12-345: アメリカ沿岸警備隊
- 123456: アメリカ沿岸警備隊
- 12345: 全てのアメリカ軍将校
- 123-45-6789: 現在のアメリカ軍全員、社会保障番号と同じ